# Nguyễn Khải
Nguyễn Khải (* 3. Dezember 1930 in Hanoi; † 15. Januar 2008 in Ho-Chi-Minh-Stadt) war ein vietnamesischer Schriftsteller.

## Leben
Nguyễn Khải arbeitete als Schriftsteller bei der Vietnamesischen Volksarmee. Er begann 1950 sich als Schriftsteller zu betätigen und schrieb Erzählungen und Romane.

## Werke (Auswahl)
- Xung dot, Notizen, 1959
- Mua lac, Erzählungen, 1960
- Nguoi tro ve, Erzählungen, 1964
- Ho song va chien dau, Reisenotizen, 1966
- Duong trong may, Roman 1969
- Ra dao, Roman, 1970
- Die Adoptivtochter, Kurzgeschichte, aus dem Französischen übersetzt von Wolfgang Günther